# Cauayan (Negros Ocidental)
Cauayan é um município de  primeira classe de renda municipal (d) na província Negros Ocidental, nas Filipinas. De acordo com o censo de 1 de maio  de  2020 possui uma população de 108 480 pessoas e 24 587 domicílios.